# Wergeland (cràter)
Wergeland és un cràter d'impacte en el planeta Mercuri de 42 km de diàmetre. Porta el nom de l'escriptor noruec Henrik Wergeland (1808-1845), i el seu nom va ser aprovat per la Unió Astronòmica Internacional el 1976.